# 섬 전체 투쟁

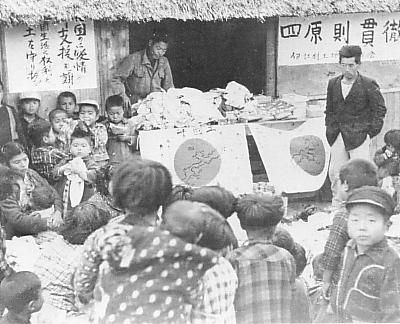

섬 전체 투쟁(일본어: 島包み闘争 시마구루미토소[*])은 1956년 오키나와에서 대규모 군용지를 둘러싸고 오키나와 도민들이 미국 민정부에 맞서 싸운 투쟁이다.

## 배경
1945년 오키나와 전투로 오키나와를 점령한 미군은 전시국제법을 근거로 필요 토지를 점유하고 있었다. 그러다 1952년 샌프란시스코 강화조약이 발효되어 전시가 종료되고 평시로 이행함에 따라, 군의 토지 사용에 법적 조치가 필요해졌다. 또한 군용지의 지주들로부터 지대 지급을 요구하는 목소리가 높아졌다.
하지만 미군은 오히려 군용지를 확대하여 그동안 점유하지 않은 토지까지 대규모 토지수용을 시도했기에, 지주들을 중심으로 반대운동이 격화되었다.

### 토지를 지키는 사원칙
미국 민정부(USCAR)는 군용지를 일괄불 방식(一括払い方式)으로 수용하여 반영구적으로 사용할 방침을 나타냈다. 류큐 입법원은 이에 반대하여 1954년 4월 30일 「토지를 지키는 사원칙」을 결의했다. 그 내용은 다음과 같다.
1. 일괄불 반대: 미군의 군용지 매수 또는 영구사용, 차지료의 일괄지불을 받지 않는다.
2. 적정보상: 사용 중인 군용지는 주민이 요구하는 금액을 일년마다 지불하라.
3. 손해배상: 미군에 의해 발생한 일체의 손해는 주민이 요구하는 적절한 배상액으로 지불하라.
4. 신규접수 반대: 미군이 수용한 토지 가운데 사용하지 않는 부분은 가급적 빠르게 반환하고, 더 이상의 토지수용은 절대 하지 마라.

이 결의와 동시에 행정부・입법원・시정촌회・토지연합회 4단체가 사자협의회를 조직하여 미국 민정부와 협상하게 되었다. 사자협의회는 6명의 대표를 선출하고 미국 본국 연방정부와의 직접협상에 나섰다.

### 프라이스 권고안
사자협의회 대표단의 요청에 따라, 미국 하원 군사위원회는 M. 프라이스를 위원장으로 하는 조사단을 10월에 오키나와에 파견하고 조사활동을 실시했다. 이 조사단이 1956년 의회에 제출한 보고서가 「프라이스 권고안」이다. 6월 7일, 민정부 고등판무관 제임스 에드워드 무어가 그 골자를 공표했는데, 그것은 다음과 같은 것이었다.
1. 토지료 인상을 인정
2. 불필요한 땅은 환수한다
3. 군용지는 절대소유권을 확보하며, 토지대는 일괄불로
4. 신규 접수를 최소화한다

철회를 요구했던 "일괄불 방식"이 오히려 권고안에 명기됨에 따라 오키나와 여론은 들끓기 시작했다.

## 투쟁
권고안이 발표되고 같은 날, 입법원은 긴급 본회의를 개회하여 “사원칙 관철”을 결정, 일본국 정부에도 단호한 태도를 요구했다. 행정주석 히가 슈헤이는 사원칙 관철을 다짐했고, 6월 14일에는 토지련이 총회를 열고 “행정부, 입법원, 시정촌장 및 의원” 등의 총사퇴로 군용지 정책 강행 저지를 제안했다. 6월 15일, 사자협의회는 토지련의 제안대로 총사퇴하고 주민대회, 본토에 대표 파견을 결정했다. 6월 18일, 사자협의회는 「사원칙 관철본부」를 마련하고, 16개 민간단체가 이를 지지하여 주민들의 공동투쟁조직 결성을 결정했다.
6월 20일, 프라이스 권고안의 전문이 발표되면서 오키나와 전역의 64개 시정촌 가운데 56개 시정촌에서 주민대회가 열림으로써, 토지를 둘러싼 「섬 구루미(몽땅) 투쟁」이 전개되었다. 7월 28일 나하고등학교 운동장에서 개최된 「사원칙 관철 현민대회」에는 약 15만 명이 결집했다.
주민들의 투쟁에 대항하여 미군은 군관계자의 민간지역에 대한 무기한 출입금지(오프 리미츠)를 걸었다. 미군 병사를 고객으로 하는 사업에 대한 경제봉쇄였다.

## 결착
1958년 4월 12일, 고등판무관 무어는 일괄불 방식 중단을 공표하고, 같은 해 토지사용료가 대폭 인상되었다. 그러나 신규 접수는 묵인되었고, 손해배상은 여전히 미해결이었다. 토지사용료는 원칙적으로 매년 지불되었고, 희망자에게는 10년치를 선불로 주기도 했다. 그해 말 12월, 류큐 입법원은 관계 법안을 통과시키며 토지문제를 매듭지었다.

## 영향
투쟁의 결과 미군측은 경제면에서 오키나와 주민들에게 양보했지만 토지사용권을 챙겼고, 토지 이용의 룰이 정비되었다. 오키나와 주민들은 정치적으로 미군에게 양보함으로써 지대를 대폭 인상받는 데 성공하여 어느 정도 토지수용의 피해보상을 받게 되었다. 또한 미군 측에게서 일정한 양보를 이끌어내는 데 성공한 경험은 이후의 조국복귀운동에 지대한 영향을 주었다.